# Reinhard Härtel

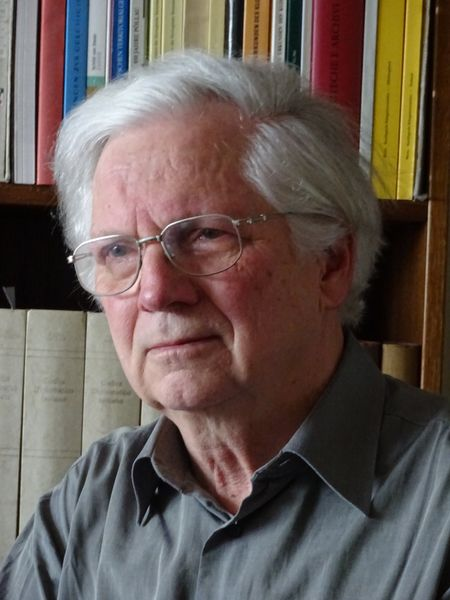
Reinhard Härtel, aufgenommen von seiner Ehefrau Gertrude Härtel im Jahr 2017.

Reinhard Härtel (* 24. November 1945 in Meersburg) ist ein österreichischer Historiker.
Reinhard Härtel besuchte das Gymnasium in Graz. Anschließend studierte er Geschichte und Germanistik an der Universität Graz. Dort wurde er 1969 promoviert. Von 1969 bis 1971 arbeitete er als Assistent am Institut für Österreichische Rechtsgeschichte bei Hermann Baltl, seit 1971 bei Friedrich Hausmann als Vertragsassistent am Institut für Historische Hilfswissenschaften sowie seit 1979 als Universitätsassistent an dessen Rechtsnachfolger, dem Forschungsinstitut für Historische Grundwissenschaften. 1979 habilitierte er sich mit einer Arbeit über Das Pittener Gebiet zwischen Österreich und Steier und erhielt die Lehrbefugnis für das Fach Geschichte des Mittelalters. 1984 wurde seine Lehrbefugnis aufgrund der Arbeit über die älteren Urkunden des Klosters Moggio auf das Fach Historische Hilfswissenschaften ausgedehnt. Im Jahr 1985 war er Gastdozent an der Universität Klagenfurt. Im Jahr 1988 wurde er zum außerordentlichen Universitätsprofessor ernannt.
Seine zahlreichen Forschungsaufenthalte in Italien, Deutschland und der Schweiz sowie in Slowenien, Kroatien und Tschechien nutzte Härtel für diplomatische Forschungen. Von 1998 bis 2011 war er ordentlicher Universitätsprofessor für Geschichte des Mittelalters und Historische Hilfswissenschaften an der Universität Graz. Er war 1998 Gastprofessor an der Universität Trient, 1999 und 2002 kurzzeitig Gastprofessor an der Universität Pisa. Härtel ist Mitglied in der Commission Internationale de Diplomatique (seit 1989) und des Konstanzer Arbeitskreises für mittelalterliche Geschichte (seit 2005).
Seine Forschungsschwerpunkte sind unter anderem die Landesgeschichte, zum niederen Adel und zur ländlichen Welt, im Besonderen aber die Diplomatik und der Edition der urkundlichen Überlieferung zum Patriarchat von Aquileia (bis 1250). Im Auftrag der Historischen Landeskommission für Steiermark übernahm er die Neubearbeitung des Urkundenbuchs der Steiermark. Er veröffentlichte regional orientierten Studien zum Ostalpenraum und zur Urkundenforschung. Von ihm erschien 2011 zu „Notarielle und kirchliche Urkunden im frühen und hohen Mittelalter“ ein Lehr- bzw. Handbuch. Außerdem forschte er zum Itinerar Kaiser Heinrichs VI., zur Italienpolitik König Johanns von Böhmen oder zu Geschichte und Perspektiven der Mediävistik mit ihren Hilfswissenschaften. Für den Konstanzer Arbeitskreis führte er im Jahr 2010 eine Frühjahrstagung auf der Reichenau zu „Akkulturation im Mittelalter“ durch. Die Beiträge der Tagung gab Härtel 2014 heraus.

## Schriften (Auswahl)
Monografien und Editionen
- Die älteren Urkunden des Domkapitels zu Aquileia und des Klosters Beligna (bis 1250), Verlag der Österreichischen Akademie der Wissenschaften, Wien 2025. (online)
- Urkunden und Memorialquellen zur älteren Geschichte des Klosters Rosazzo. Urkunden, urkundenähnliche und erzählende Quellen. Bearbeitet von Reinhard Härtel, Necrologium und Kalendar bearbeitet von Cesare Scalon. Verlag der Österreichischen Akademie der Wissenschaften, Wien 2017, ISBN 978-3-7001-8055-5 (online).
- Notarielle und kirchliche Urkunden im frühen und hohen Mittelalter. Böhlau, Wien 2011, ISBN 978-3-205-78618-4.
- Die älteren Urkunden des Klosters S. Maria zu Aquileia (1036–1250). Verlag der Österreichischen Akademie der Wissenschaften, Wien 2005, ISBN 3-7001-3321-9.
- Die älteren Urkunden des Klosters Moggio (bis 1250). Verlag der Österreichischen Akademie der Wissenschaften, Wien 1985, ISBN 3-7001-0721-8.

Herausgeberschaften
- Akkulturation im Mittelalter (= Vorträge und Forschungen. Band 78). Thorbecke, Ostfildern 2014, ISBN 978-3-7995-6878-4 (online).
- Die Friesacher Münze im Alpen-Adria-Raum. Akten der Friesacher Sommerakademie Friesach (Kärnten), 14. bis 18. September 1992. Akademische Druck- und Verlagsanstalt, Graz 1996, ISBN 3-201-01653-5.